# Evander Kane
Evander Frank Kane (* 2. August 1991 in Vancouver, British Columbia) ist ein kanadischer Eishockeyspieler, der seit Juni 2025 bei den Vancouver Canucks aus der National Hockey League (NHL) unter Vertrag steht und dort auf der Position des linken Flügelstürmers spielt. Zuvor war Kane bereits für die Atlanta Thrashers, Winnipeg Jets, Buffalo Sabres, San Jose Sharks und Edmonton Oilers in der NHL aktiv, machte jedoch durch zahlreiche Eskapaden und Verfehlungen abseits des Eis auf sich aufmerksam.

## Karriere
Kane begann seine Karriere in der Western Hockey League (WHL), einer der drei erstklassigen Juniorenligen Kanadas, bei den Vancouver Giants. Mit diesen gewann er 2007 den Memorial Cup, wobei er in zwei Turnierspielen zum Einsatz kam. In den folgenden zwei Jahren spielte er für die Giants in der WHL und konnte seine Punktausbeute enorm steigern – in der Saison 2008/09 erzielte er in 61 Spielen der Vorrunde 96 Scorerpunkte, weitere 15 in den Playoffs. Aufgrund der gezeigten Leistungen wählten ihn die Atlanta Thrashers aus der National Hockey League (NHL) während des NHL Entry Draft 2009 in der ersten Runde an insgesamt vierter Stelle aus.

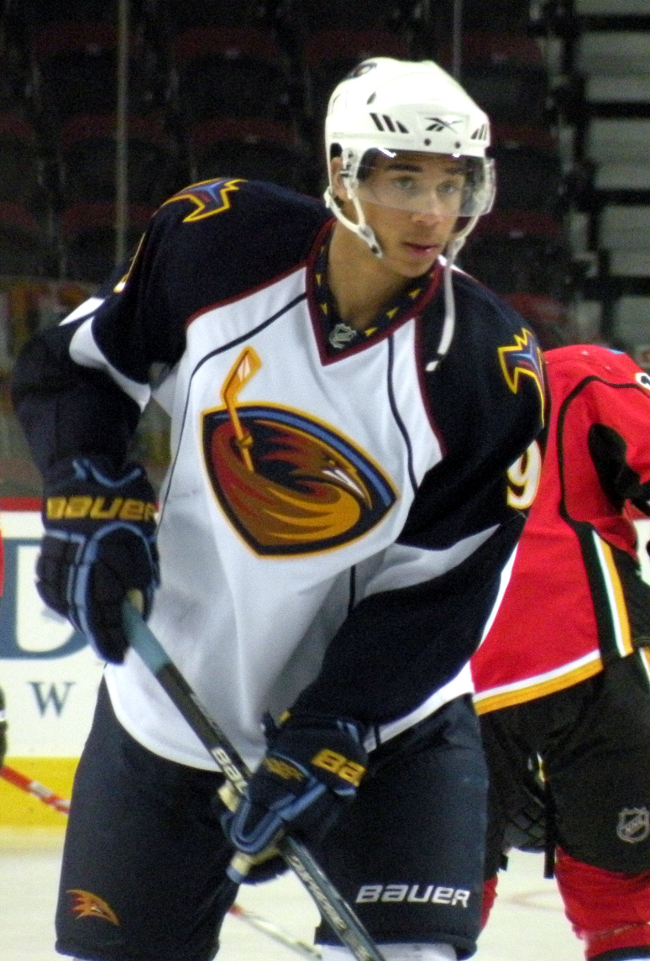
Kane im Trikot der Atlanta Thrashers

Nach dem NHL Entry Draft im Juli 2009 erhielt der Stürmer seinen ersten Profivertrag bei den Thrashers und schaffte es auch in den NHL-Kader des Franchises. Kane debütierte am 3. Oktober 2009 in der NHL und erzielte auch seinen ersten Assist. Fünf Tage später folgte sein erstes NHL-Tor. Kane verbrachte zwei Spielzeiten bei den Thrashers, ehe das Franchise vor der Spielzeit 2011/12 die Stadt in Richtung des kanadischen Winnipegs verließ. Dort spielte er fortan und die folgenden dreieinhalb Jahre für die Winnipeg Jets. Dies wurde lediglich von einem kurzen Intermezzo beim HK Dinamo Minsk in der Kontinentalen Hockey-Liga (KHL) unterbrochen, wo er den Lockout zu Beginn der NHL-Saison 2012/13 verbrachte.
Im Februar 2015 gaben ihn die Winnipeg Jets samt Zach Bogosian und den Rechten an Nachwuchstorwart Jason Kasdorf an die Buffalo Sabres ab und erhielten im Gegenzug Tyler Myers, Drew Stafford, die zwei Nachwuchsspieler Brendan Lemieux und Joel Armia sowie ein Erstrunden-Wahlrecht für den NHL Entry Draft 2015. Zu diesem Zeitpunkt verfügte Buffalo über gleich drei Wahlrechte für die erste Draftrunde, wobei die Jets das niedrigste Wahlrecht erhielten. Im Anschluss an den Wechsel unterzog sich Kane einer Schulteroperation und fiel den Rest der Saison aus. In der Spielzeit 2015/16, seiner ersten kompletten im Trikot der Sabres, kam der Angreifer auf 35 Scorerpunkte in 65 Spielen. Dennoch wurde der Flügelstürmer nie wirklich heimisch in Buffalo.
Als sein Vertrag am Ende der Saison 2017/18 auslief, wurde Kane zur Trade Deadline im Februar 2018 an die San Jose Sharks abgegeben. Im Gegenzug erhielten die Sabres Daniel O’Regan, ein bedingtes Wahlrecht in der ersten Runde des NHL Entry Draft 2019 sowie ein bedingtes Wahlrecht in der vierten Runde des NHL Entry Draft 2020. Das Erstrunden- sollte in ein Zweitrunden-Wahlrecht umgewandelt werden, sofern Kane bis Juli 2018 keinen neuen Vertrag in San Jose unterschreibt. Dies trat in der Folge allerdings nicht ein, da sich beide Parteien im Mai 2018 auf einen neuen Siebenjahresvertrag einigten, der Kane ein durchschnittliches Jahresgehalt von sieben Millionen US-Dollar einbringen soll.
Im Oktober 2021 wurde bekannt, dass Kane seine vermeintliche Impfung gegen COVID-19 mit einem gefälschten Impfpass nachgewiesen hat. Die NHL sperrte ihn daraufhin für 21 Spiele. Nach dem Ende der Sperre wurde der Stürmer über den Waiver ins Farmteam der Sharks geschickt, die San Jose Barracuda aus der American Hockey League (AHL). Dort wurde er nach nur fünf Partien positiv auf das Corona-Virus getestet, was eine zehntägige Quarantäne zur Folge hat. Im weiteren Verlauf wurde Kane jedoch vorgeworfen, gegen diese Isolierungsmaßnahme verstoßen zu haben, indem er wenige Tage später von Kalifornien in seine kanadische Heimat flog. Die San Jose Sharks nahmen dies zum Anlass, seinen Vertrag mit sofortiger Wirkung aufzulösen, wobei ihm Vertragsbruch sowie ein Verstoß gegen das COVID-19-Protokoll der AHL vorgeworfen wurde. Zudem leitete auch die NHL eine diesbezügliche Untersuchung gegen ihn ein, während die Spielergewerkschaft National Hockey League Players’ Association (NHLPA) eine offizielle Beschwerde gegen die Vertragsauflösung einlegte. Darüber hinaus wurde medial übereinstimmend berichtet, dass mehrere NHL-Teams Interesse bekundet hätten und Kane bereits in naher Zukunft einen neuen Vertrag erhalten solle. Ende Januar 2022 erhielt er schließlich einen Vertrag bei den Edmonton Oilers für den Rest der Spielzeit, wo er mit 39 Punkten aus 43 Spielen sowie in den Playoffs mit 13 Toren in 15 Partien sportlich überzeugte. In den Playoffs 2024 erreichte er mit den Oilers das Finale um den Stanley Cup, unterlag dort allerdings den Florida Panthers mit 3:4. Gleiches geschah am Ende der Playoffs 2025, als Edmonton mit 2:4 erneut an den Panthers scheiterte. Zuvor hatte Kane die gesamte Hauptrunde verletzungsbedingt verpasst. Wenig später wurde er noch im Juni 2025 im Tausch für ein Viertrunden-Wahlrecht im NHL Entry Draft 2025 an die Vancouver Canucks abgegeben.

### International

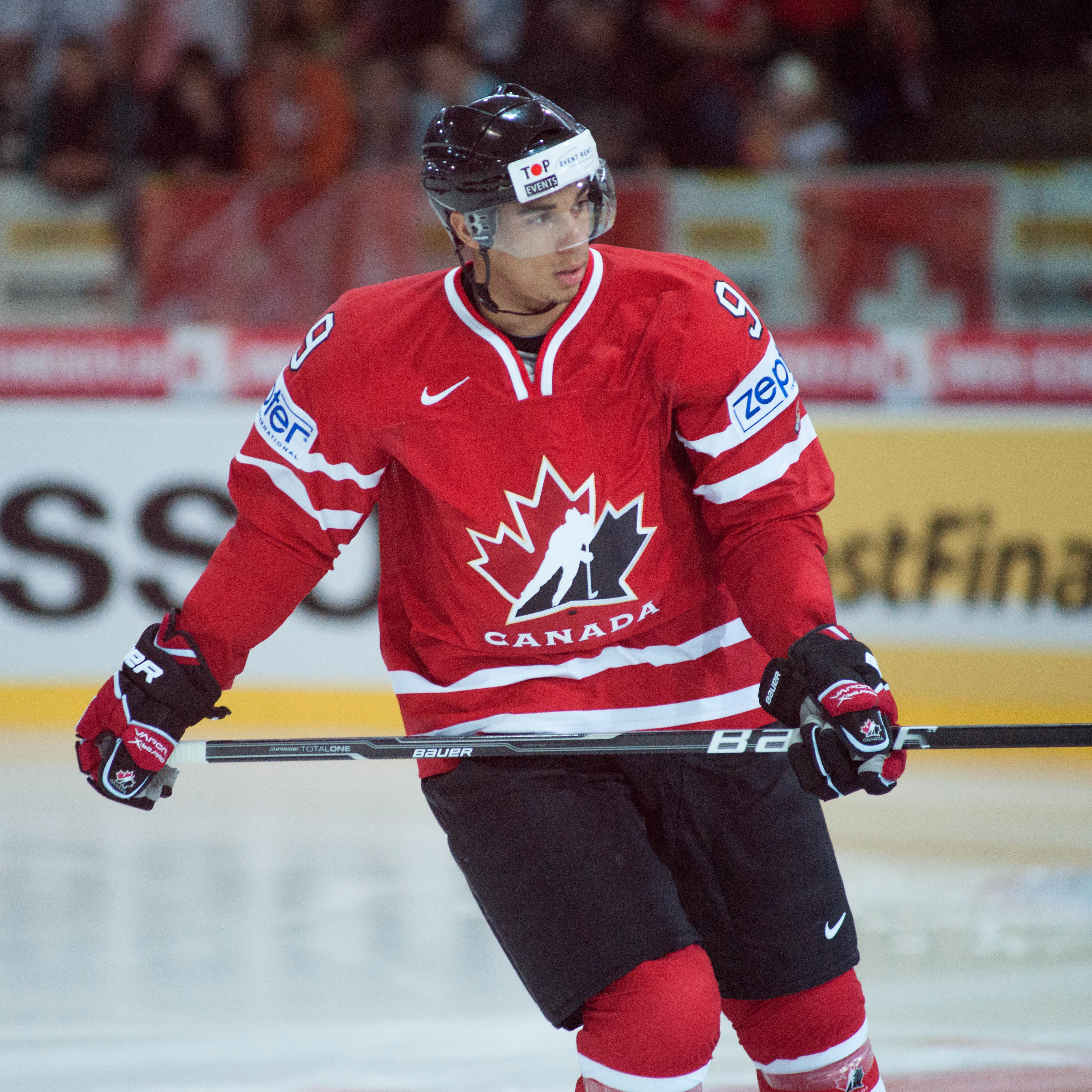
Kane im Trikot der kanadischen Nationalmannschaft bei der Weltmeisterschaft 2012

Evander Kane nahm mit der kanadischen Nationalmannschaft an der World U-17 Hockey Challenge 2008 und dem Ivan Hlinka Memorial Tournament 2008 teil, wo er in insgesamt zehn Spielen elf Scorerpunkte erreichte. Beim Ivan Hlinka Memorial Tournament sicherte er sich mit der U18-Auswahl die Goldmedaille. Im selben Jahr gehörte er zum erweiterten Kader der U20-Nationalmannschaft, war aber zunächst nicht für die U20-Junioren-Weltmeisterschaft 2009 vorgesehen. Aufgrund einer Verletzung von Dana Tyrell wurde Kane nachnominiert und verhalf seinem Team mit sechs Punkten in sechs Turnierspielen zum fünften U20-Weltmeistertitel in Folge.
Mit der kanadischen Seniorenauswahl nahm Kane an den Weltmeisterschaften 2010, 2011 und 2012 teil. Eine Medaille konnte er dabei nicht gewinnen.

## Erfolge und Auszeichnungen
- 2007 Memorial-Cup-Gewinn mit den Vancouver Giants
- 2009 Teilnahme am CHL Top Prospects Game
- 2009 WHL West First All-Star Team

### International
- 2008 Goldmedaille beim Ivan Hlinka Memorial Tournament
- 2009 Goldmedaille bei der U20-Junioren-Weltmeisterschaft

## Karrierestatistik
Stand: Ende der Saison 2024/25

### International
Vertrat Kanada bei:
| - World U-17 Hockey Challenge 2008 - Ivan Hlinka Memorial Tournament 2008 - U20-Junioren-Weltmeisterschaft 2009 | - Weltmeisterschaft 2010 - Weltmeisterschaft 2011 - Weltmeisterschaft 2012 |

(Legende zur Spielerstatistik: Sp oder GP = absolvierte Spiele; T oder G = erzielte Tore; V oder A = erzielte Assists; Pkt oder Pts = erzielte Scorerpunkte; SM oder PIM = erhaltene Strafminuten; +/− = Plus/Minus-Bilanz; PP = erzielte Überzahltore; SH = erzielte Unterzahltore; GW = erzielte Siegtore; 1 Play-downs/Relegation; Kursiv: Statistik nicht vollständig)